# Другий шанс на кохання
«Другий шанс на кохання» — американська мелодраматична комедія 2020 року. Сценарист та продюсер Кеті Лі Гіффорд. Світова прем'єра відбулася 2 жовтня 2020 року; прем'єра в Україні — 12 серпня 2021-го.

## Про фільм
Через рік після смерти чоловіка Аннабель уперше вирушає в подорож по країнах, які перед тим бачила тільки в кіно.
У Шотландії вона поселяється в старовинному маєтку, власником якого є нещодавно овдовілий Говард. Це місце цілком міняє життя Аннабель.

## Знімались
| Актор           | Роль            |
| --------------- | --------------- |
| Крейг Фергюсон  | Говард          |
| Кеті Лі Гіффорд | Аннабель Вілсон |
| Форд Кірнан     | Гевін Фергюсон  |
| Філліда Ло      | Арлін           |
| Руарайд Мюррей  | продавець риби  |
| Елізабет Герлі  | Клер            |